# Vira Girich
Vira Hyrych también transcrito como Vira Ghyrytch (en ucraniano: Віра Гирич, romanizado: Vira Hyrych) (Ucrania, 1967-Kiev, 28 de abril de 2022) fue una periodista y productora de radio ucraniana. Trabajaba para Radio Free Europe/Radio Liberty.

## Biografía
Vira Hyrych nació en Ucrania en 1967. Inició su carrera periodística trabajando para los principales canales de televisión ucranianos. El 1 de febrero de 2018 comenzó a trabajar en Radio Svoboda (Kiev).
Falleció el 28 de abril de 2022 durante la invasión rusa de Ucrania de 2022 después de que el edificio en Kiev donde vivía fuera alcanzado por un ataque con misiles rusos. En dicho ataque fueron heridas una decena de personas, de las cuales cuatro fueron hospitalizadas. Los corresponsales de la agencia France Press vieron el piso de la periodista, situado en un edificio en llamas con humo negro que salía de las ventanas rotas, mientras que muchos policías y rescatistas estaban presentes en el lugar. Su cuerpo fue encontrado bajo los escombros en la mañana del 29 de abril.
Su muerte se produjo durante la visita a Kiev del secretario general de la ONU, Antonio Guterres. El atentado fue condenado por Jean-Yves Le Drian, ministro francés para Europa y Asuntos Exteriores.
Le sobreviven sus padres y un hijo adulto.